# Келанія (підрозділ окружного секретаріату)
Підрозділ окружного секретаріату Келанія — підрозділ окружного секретаріату округу Гампаха, Західна провінція, Шрі-Ланка. Головне місто - Келанія. Складається з 37 Грама Ніладхарі.

## Демографія
| Кількість Грама Ніладхарі | Площа (км2) | Населення (2012) | Населення (2012) | Населення (2012)  | Населення (2012) | Населення (2012) | Населення (2012) | Густота населення (/км2) |
| Кількість Грама Ніладхарі | Площа (км2) | Сингали          | Ларакалла        | Ланкійські таміли | Малайці          | Інші             | Всього           | Густота населення (/км2) |
| ------------------------- | ----------- | ---------------- | ---------------- | ----------------- | ---------------- | ---------------- | ---------------- | ------------------------ |
| 37                        | 20          | 113,133          | 8,588            | 7,834             | 2,674            | 2,464            | 134,693          | 6,735                    |